# Сет Роугън
Сет Арън Роугън (на английски: Seth Aaron Rogen) (роден на 15 април 1982 г.) е американски актьор, сценарист, режисьор и продуцент от канадски произход.

## Биография
Сет Арън Роугън е роден и прекарва детството си във Ванкувър. Майка му Санди е социален работник, а баща му Марк е заемал длъжността помощник-директор на еврейската обществена организация Workmen's Circle (на идиш: דער אַרבעטער-רינג). Сет има по-голяма сестра Даня, която също се занимава със социална работа.
Евреин по рождение, Сет Роугън е завършил началното училище в Талмуд Тора и също е посещавал средно училище в Пойнт Грей. Без да го завърши, той започва да се появява в телевизионния сериал „Изроди и отрепки“, режисиран от Джъд Апатоу. Снима се във филми от 13-годишна възраст. Първите му творби са няколко комедийни младежки филма.

## Личен живот
През 2004 г. започва да излиза с актрисата и сценарист Лорън Милър. Запознават се по времето, когато той работи за „Шоуто на Али Джи“. Двамата се сгодяват на 29 септември 2010 г. и се женят на 2 октомври 2011 г. в Сонома. Милър има малки роли в някои филми на Роугън.